# Haliplus heydeni
Haliplus heydeni es una especie de escarabajo acuático del género Haliplus, familia Haliplidae. Fue descrita científicamente por Wehncke en 1875.
Esta especie habita en Países Bajos, Gran Bretaña e Irlanda del Norte, Noruega, Bélgica, España, Suecia, Alemania, Dinamarca, Francia, Finlandia, Luxemburgo, Estonia, Austria, Polonia, Suiza, Italia y Federación Rusa.